# Horodniceni
Horodniceni é uma comuna romena localizada no distrito de Suceava, na região de Moldávia. A comuna possui uma área de 57.02 km² e sua população era de 3641 habitantes segundo o censo de 2007.